# Clannad (groupe)
Pour les articles homonymes, voir Clannad.
Clannad est un groupe irlandais de musique traditionnelle, issus de Gaoth Dobhair, dans le Comté de Donegal, en Irlande. Leur musique a été décrite comme appartenant à divers styles : musique folk, new age, ou encore celtique. La chanteuse Enya, mieux connue pour sa carrière solo, commença sa carrière en tant que membre de ce groupe. D'ailleurs, la chanteuse de Clannad, Moya Brennan, est la sœur de Enya, alors que les autres membres du groupe Pól et Ciarán Brennan sont leurs frères et les jumeaux Noel et Pádraig Duggan sont leurs oncles. Clannad remporta plusieurs prix un Ivor Novello Award en 1982 pour le titre "Theme from Harry's Game, un BAFTA (=British Academy Film Award) en 1984 pour la musique de la série télévisée Robin of Sherwood), un Billboard Music Award en 1992 pour le titre "Ri Na Cruinne", extrait de l'album "Anam", un Grammy en 1999 dans la catégorie Meilleur album Nouvel Âge, un Life Achievement Award lors des Meteor Music Awards en 2007 et également un Life Achievement Award lors des BBC Radio 2 Folk Awards en 2014.

## Origines du groupe
Clannad, dont le nom provient du gaélique irlandais an Clann as Dobhar signifiant « la famille du "townland" de Dobhair », fut formé par des membres de la famille Brennan en 1970. Máire Brennan, Ciarán Brennan, Pól Brennan joignirent leurs oncles Noel Duggan and Padraig Duggan et commencèrent à présenter des spectacles dans le pub de leur père, Leo. La sœur de Máire, Eithne (mieux connue sous le nom de Enya, qui est la prononciation de son nom) se joignit au groupe en 1979 mais le quitta trois ans plus tard pour commencer sa carrière solo. Máire a également connu une carrière parallèle en tant que chanteuse solo et récemment modifia son nom pour Moya Brennan qui est la prononciation exacte de son nom.
Le 9 août 2016, le groupe perd un de ses membres fondateurs, Pádraig Duggan, décédé de maladie.

## Carrière
Harry's Game, la chanson-thème du groupe pour un feuilleton télévisé fut leur plus grand succès sur les palmarès, et fut également utilisée dans une publicité américaine de Volkswagen en 1992 ainsi que dans le film Patriot Games (Jeux de guerre) de Phillip Noyce cette même année, ce qui augmenta la popularité de Clannad aux États-Unis.
En effet, cette chanson "Theme from Harry's Game" fut le premier titre composé et chanté entièrement en irlandais (en gaélique irlandais) à atteindre la cinquième place dans les charts britanniques au début des années 1980.
Theme from Harry's Game permit de mettre en avant la langue gaélique sur la scène internationale.
En 1985 ils enregistrent un duo avec Bono du groupe U2 In a Lifetime qui apparaît sur l'album Macalla.
Une version écourtée de I Will Find You a également figuré à la trame sonore du film The Last of the Mohicans (Le Dernier des Mohicans) de Michael Mann en 1992.
Autres titres de musiques de film composées par Clannad : "Forces of Nature" pour le film Warriors of Virtue en 1997 et "What will I do?" pour le film Message in a Bottle en 1999.
Le 18 juin 2013, le groupe annonce que son tout nouvel album studio, Nádúr, le premier depuis Landmarks en 1998, en est à la phase finale de production et qu'il sera publié en septembre 2013.

## Discographie

### Albums studio
- Clannad (1973)
- Clannad 2 (1974)
- Dúlamán (1976)
- Crann Úll (1980)
- Fuaim (1982)
- Magical Ring (1983)
- Legend (1984)
- Macalla (1985)
- Sirius (1987)
- Atlantic Realm (1989)
- The Angel and the Soldier Boy (1989)
- Anam (1990)
- Banba (1994)
- Lore (1996)
- Landmarks (1997)
- Nádúr (2013)

### Albums Live
- Ring Of Gold (live album, enregistrement non officiel) (1979)
- Clannad in Concert (1979)
- Clannad: Live in Concert (2005)
- Clannad: Christ Church Cathedral (2012)
- Turas 1980 (2018)

### Compilations
- 1989 Pastpresent (collection)
- 1995 Themes (collection)
- 1997 Rogha: The Best of Clannad (collection)
- 1998 An Diolaim (collection)
- 2003 The Best of Clannad: In A Lifetime (collection)
- 2012 The Essential (2 CD Compilation)
- 2020 In a Lifetime (Compilation inclus 2 inédits "A Celtic Dream" & "Who Knows (Where The Time Goes)")

### Trames Sonore
- 1984 Legend (trame sonore)
- 1988 Atlantic Realm (trame sonore)
- 1989 The Angel and the Soldier Boy (trame sonore)